# Strimmussling
Strimmussling (Resupinatus applicatus) är en svampart som först beskrevs av August Johann Georg Karl Batsch, och fick sitt nu gällande namn av Samuel Frederick Gray 1821. Enligt Catalogue of Life ingår Strimmussling i släktet Resupinatus,  och familjen Tricholomataceae, men enligt Dyntaxa är tillhörigheten istället släktet Resupinatus,  och familjen Resupinataceae. Arten är reproducerande i Sverige. Inga underarter finns listade i Catalogue of Life.